# الفرد هیوز (ورزشکار)
آلفرد هیوز (انگلیسی: Alfred Hughes; ۱ ژانویهٔ ۱۸۶۸ – ۱۷ فوریهٔ ۱۹۳۵) قایقران قایق بادبانی اهل بریتانیا بود.